# Marcelino Elena
Marcelino Elena Sierra (* 26. September 1971 in Gijón, Asturien) ist ein ehemaliger spanischer Fußballspieler.
Seine erfolgreichste Zeit hatte er als Spieler von RCD Mallorca, mit denen er 1999 bis ins Finale des Europapokals der Pokalsieger und der Copa del Rey vordrang.

## Vereinskarriere

### Karrierebeginn in Gijón
Marcelino begann seine Karriere in der Jugend seines Heimatvereins Sporting Gijón. Dort durchlebte er alle Jugendmannschaften, ehe er 1993 sein Profidebüt in der Primera División feierte. Als junger einheimischer Spieler hatte er es aber bei der chronisch im Abstiegskampf befindlichen Mannschaft schwer und kam in 2½ Spielzeiten auf lediglich 14 Liga-Einsätze.

### Erfolgreiche Zeit bei Mallorca
Im Wintertransferfenster der Spielzeit 1995/96 wechselte er daraufhin in die Segunda División zu RCD Mallorca, wo er sich auf Anhieb als offensivstarker Innenverteidiger etablieren konnte. Im ersten Jahr verpasste er daraufhin mit Tabellenrang vier noch knapp den Aufstieg, den man in der Folgesaison mit Rang drei jedoch souverän einfahren konnte.
Für die Spielzeit 1997/98 verpflichtete der Aufsteiger den damals noch relativ unbekannten Héctor Cúper als Trainer, der eine schlagkräftige Mannschaft formte. Rund um das Spielergerüst Carlos Roa, Iván Campo, Marcelino, Juan Carlos Valerón, Vicente Engonga und Gabriel Amato avancierte Mallorca zur Überraschungsmannschaft der Saison und zog bis ins Finale der Copa del Rey, das man jedoch nach 1:1 in der regulären Spielzeit mit 5:4 im Elfmeterschießen gegen den FC Barcelona verlor. In der Liga bestätigte man den Erfolgslauf mit Tabellenrang fünf und dem damit verbundenen Einzug ins internationale Geschäft. Das Abwehrduo Campo-Marcelino spielte eine überragende Saison, ließ hinter Real Sociedad die zweitwenigsten Gegentore zu und galt als die spielstärkste Innenverteidigung der Liga.
Als Folge des großen Erfolgs stellte sich zur Saison 1998/99 ein großer Aderlass der Leistungsträger ein. Campo ging zu Real Madrid, Valeron zu Atlético Madrid und Amato zog es nach Schottland zu den Glasgow Rangers.
Wider Erwarten schaffte es Mallorca, die Abgänge durch Verpflichtung der damals relativ unbekannten Spieler Lauren Etame Mayer, Ariel Ibagaza, Leonardo Biagini und vor allem Dani García zu kompensieren und den Erfolg der Vorsaison zu prolongieren.
In der Primera Division belegte man mit Tabellenendrang drei das beste Ergebnis in der Vereinsgeschichte und schaffte einen Platz in der Qualifikation zur Champions League. Auf europäischer Ebene bahnte man sich, angeführt von einem überragenden Marcelino, im letztmals ausgetragenen Europapokal der Pokalsieger den Weg ins Finale. Im Halbfinale hatte man bereits FC Chelsea ausgeschaltet, ehe man sich nach einem harten Kampf Lazio Rom mit 1:2 geschlagen geben musste. Christian Vieri hatte die Römer bereits in der siebten Minute in Führung gebracht, ehe Dani in der elften Minute ausgleichen konnte. Es folgte ein offener Schlagabtausch, den Pavel Nedvěd mit seinem Tor zum 2:1 in der 81. Minute zu Gunsten von Lazio entschied.

### Versagen in Newcastle
Nachdem er sich nun auch auf europäischer Ebene erfolgreich präsentiert hatte, konnte Mallorca Marcelino nicht mehr halten. Den Zuschlag für den Wechsel erhielt der damalige Premier League Verein Newcastle United, der eine Ablösesumme von 6,7 Millionen Euro zahlte. Die von Abwehrsorgen geplagten Engländer setzten große Hoffnungen auf Marcelino, der die Defensive der Mannschaft endlich stabilisieren sollte. Die Erwartungshaltung an den Spieler wurde durch den damaligen Newcastle-Manager Ruud Gullit noch verstärkt, der ihn bei seiner Vorstellung als einen der besten Defensivspieler Europas anpries.
Es folgten vier Spielzeiten in Newcastle, in denen er in lediglich 17 Ligaspielen zum Einsatz kam und zu einer der größten Fehlinvestitionen der Klubgeschichte avancierte.
In seiner ersten Saison in Newcastle verletzte er sich bereits bei seinem Debüt, der 0:2-Niederlage gegen Manchester United, und erholte sich über die ganze Spielzeit nicht mehr von der Verletzung. Insgesamt absolvierte er lediglich 16 von möglichen 69 Pflichtspieleinsätzen für Newcastle, was zu einer großen Frustration des Vereins führte.
Als sich in der Spielzeit 1999/00 nichts an der Verletzungsanfälligkeit des Spielers änderte, versuchte der Verein den Spieler vorzeitig loszuwerden. Gullit war bereits entlassen und der neue Newcastle-Manager Bobby Robson warf seinem Spitzenverdiener mangelnde Einstellung vor. Vor allem die Tatsache, dass er wegen eines gebrochenen Fingers über 3 Monate nicht spielfähig war, hatte den Manager erbost. Bereits im November 2000 gab man dem Spieler daraufhin die Freigabe für einen Vereinswechsel, der jedoch nicht zustande kam. Zwar hätte Newcastle auf einen Großteil der Ablösesumme verzichtet, um Marcelino von der Gehaltsliste zu streichen, es fand sich jedoch kein Verein, der nur ansatzweise das Risiko eingehen wollte, einem fast eineinhalb Jahre rekonvaleszenten Spieler ein ähnliches Gehalt wie Newcastle zu zahlen. Damit war er bei den Newcastle-Anhängern, die ihm Geldgier und mangelnden Biss vorwarfen, endgültig in Ungnade gefallen. Insgesamt absolvierte er in dieser Saison sechs Pflichtspiele, in denen er durchwegs nicht zu überzeugen wusste.
Trotz der Anfeindungen der Fans und der Bereitschaft des Vereins, ihn nun ablösefrei ziehen zu lassen, blieb Marcelino noch bis zur Winterübertrittszeit der Spielzeit 2002/03 beim Verein, ohne in einem offiziellen Bewerbsspiel aufzulaufen. Im Januar 2002 hatten die Newcastle-Verantwortlichen angekündigt, den Vertrag von Marcelino wegen Vertragsbruch seitens des Spielers vor einem Arbeitsgericht als ungültig erklären zu lassen. Die Begründung der Anklage: Marcelino habe nicht die vertraglich geregelte Leistung erbracht. Es kam jedoch nie zu einem derartigen Verfahren, da die Chancen für eine Vertragsauflösung gegen null tendierten.
Erst im Dezember 2002 einigte sich der Verein daraufhin einvernehmlich mit dem Spieler auf eine Vertragsauflösung, woraufhin Marcelino aus Mangel an Alternativen in die Segunda Division zum Mittelständer Polideportivo Ejido wechselte.

### Karriereende
Als einzig namhafter Spieler neben Gerhard Poschner spielte er bei den Andalusiern noch zwei unauffällige Spielzeiten, ehe er seine Karriere nach der Spielzeit 2003/04 im Alter von 33 Jahren beendete.
Nach seinem Karriereende war er als Kommentator des spanischen Fernsehsenders TVE für die Premier League tätig. Derzeit steht er beim englischen Bezahlfernsehsender Sky als Experte für die Primera Division unter Vertrag. Weiters war er drei Jahre lang als Scout für den FC Everton tätig. Seit 2008 steht er in dieser Funktion beim FC Liverpool unter Vertrag.

## Nationalmannschaft
Während seiner starken Zeit bei Mallorca wurde er gemeinsam mit seinem kongenialen Partner Iván Campo in die spanische Fußballnationalmannschaft berufen.
Sein Debüt feierte er am 18. November 1998 im Spiel gegen Italien. Sein letztes Spiel absolvierte er während der Qualifikation zur Europameisterschaft 2000 beim 9:0-Heimerfolg gegen San Marino. Er galt als aussichtsreicher Kandidat für eine Nominierung im endgültigen Aufgebot der Spanier für die EM, wurde aber nach seinem Wechsel nach England nicht mehr in die Nationalmannschaft einberufen.
Insgesamt absolvierte er 1998 und 1999 fünf Länderspiele ohne Torerfolg für Spanien.

## Erfolge
- 1× Finalist Europapokal der Pokalsieger: 1999
- 1× Finalist Copa del Rey: 1998